# Baltic Dry Index
De Baltic Dry Index (BDI) is de belangrijkste graadmeter voor tarieven van de bulkscheepvaart. Het wordt dagelijks gepubliceerd door de Londense Baltic Exchange. De koers wordt samengesteld op basis van de tarieven die betaald worden om grondstoffen te vervoeren op de 25 drukst bevaren scheepvaartroutes.
De Baltic Dry Index is voor economen van belang, omdat deze de wereldeconomie vrijwel direct volgt zonder politieke of andere invloed. Waar andere economische indicatoren beïnvloed kunnen worden — werkgelegenheidscijfers zijn vaak schattingen, consumentenvertrouwen meet niet veel meer dan sentiment, vaak zonder link met consumentenuitgaven en het bruto nationaal product wordt regelmatig aangepast — reageert de BDI slechts op het volume van de wereldhandel. Ook het speculatieve element van de beurs ontbreekt, omdat men slechts een schip chartert als men lading te vervoeren heeft.

## Werking
Elke werkdag onderzoeken de Baltic Dry Exchange handelaars over de hele wereld de kostprijs van wat het zou kosten om verschillende soorten van ruwe materialen te transporteren over verschillende routes (bijvoorbeeld 100.000 ton ijzererts van San Francisco naar Hong Kong of 1.000.000 m³ rijst van Bangkok naar Tokyo).
De index wordt dan opgemaakt aan de hand van Supramax-, Panamax- en Capesize-indexlijsten. Deze indexlijsten zijn gebaseerd op een professionele beoordeling door een internationale groep scheepsmakelaars.
De BDI-factoren in de 4 verschillende oceangoing bulktransportschepen zijn:
| Scheepsclassificatie | Draagvermogen in ton | % Wereldvloot | % Bulk-scheepvaart |
| -------------------- | -------------------- | ------------- | ------------------ |
| Capesize             | 100.000+             | 10%           | 62%                |
| Panamax              | 60.000-80.000        | 19%           | 20%                |
| Supramax             | 45.000-59.000        | 37%           | 18%                |
| Handysize            | 15.000-35.000        | 34%           | 18%                |

De BDI is gebaseerd op de US dollar, met als gevolg dat de BDI beïnvloed wordt door de waarde van de US dollar.
De index kan op een geregelde basis gevolgd worden via de Baltic Exchange of via financiële informatie- en nieuwsdiensten zoals Thomson Reuters and Bloomberg L.P.

## Waarom economen en beurzen dit gebruiken
De index meet de vraag van de te verschepen capaciteit en de beschikbaarheid van bulkvaartschepen. De vraag naar het verschepen varieert met de hoeveelheid lading die verhandeld wordt of verplaatst wordt naar een andere markt (vraag).
De levering van vrachtschepen is over het algemeen zowel strak als inelastisch. Het vergt twee jaar om een nieuw schip te bouwen en de schepen zijn te duur om ze uit omloop te halen. Hierdoor kan, wanneer de marginale vraagkost stijgt, de index zeer snel stijgen. Het omgekeerde geldt hier ook, als de marginale vraagkost daalt, dan daalt de index zeer snel. Bijvoorbeeld „Als u 100 schepen hebt die voor 99 ladingen concurreren, dan dalen de tarieven, terwijl als u 99 schepen hebt die voor 100 ladingen concurreren, dan stijgen de tarieven..."
Met andere woorden, kleine vlootveranderingen en logistieke omstandigheden kunnen de tarieven snel laten veranderen. De index meet dus onrechtstreeks de globale vraag en aanbod voor de goederen die aan boord van bulkcarriers worden verscheept zoals bouwmaterialen, steenkool, metaalertsen.
Omdat de bulkscheepvaart hoofdzakelijk materialen vervoert die dienen voor grondstoffeninput van halfafgewerkte of afgewerkte goederen (zoals beton, elektriciteit, staal, en voedsel) kan de index worden gezien als nauwkeurige economische indicator van de toekomstige economische groei en productie.
Een andere index, Harpex, concentreert zich op containervracht. Het verstrekt een inzicht in het vervoer van een veel bredere basis van commerciële goederen.

## Opmerkelijke waarden
Op 20 mei 2008 vestigde de Baltic Dry Index een record van 11.793 punten sinds de introductie ervan in 1985. Een half jaar later, op 5 december 2008, nam de index een vrije val van 94% tot 663 punten, het laagste sinds 1986. Desalniettemin had de index veel grond terug gewonnen op 4 februari 2009, nl. 1.316 punten. Deze lage koers ging gepaard met gecombineerde operationele kosten van schepen, brandstof en bemanningsleden. 
Tegen het einde van 2008 waren de vaartijden al langer geworden door het reduceren van de snelheid om zo brandstof te besparen, maar een tekort aan krediet had de reductie van het documentair krediet als gevolg. Dit was noodzakelijk om cargo aan boord te laden voor het verlaten van de haven. Er werden ook massaal plannen om schepen te bouwen geschrapt en er kwamen ook geen nieuwe bestellingen bij. Dit had grote gevolgen voor de scheepswerven en leidde zelfs tot faillissementen voor de rederijen. De combinatie hiervan met de instorting van de prijs van ruwe grondstoffen creëerde de perfecte storm voor de wereldwijde scheepshandel. 
In de loop van 2009 begon de index weer te stijgen tot zelfs 4661 punten. Dit licht aan het eind van tunnel werd echter snel weer gedoofd, want in februari 2011 vlakte de index af op 1043 punten. Dit kwam door de vele schepen die van de loopband kwamen en door massale overstromingen in Australië. Daarna ging het weer een tijd relatief goed en raakte de index terug naar 2000 op 7 oktober van hetzelfde jaar, maar toen nam de index weer een duik en tegen 3 februari zat de index weer op een laagste punt in decennia: 647 punten. Deze duik was te wijten aan de overvloedige voorraad aan droge bulk en de verminderde vraag naar ijzererts en kolen. 
Op 10 februari 2016 bereikte de Baltic Dry Index een historisch dieptepunt van 290 punten.
Tegen 15 november 2016 sprong de index terug tot boven de 1000 punten, met de heropleving van de industrie en massale winsten als gevolg. De aandeelkoersen van sommige bedrijven stegen met meer dan 2000% in enkele dagen.